# Rawa Mazowiecka (gemeente)
De gemeente Rawa Mazowiecka is een landgemeente in het Poolse woiwodschap Łódź, in powiat Rawski.
De zetel van de gemeente is in Rawa Mazowiecka.
Op 30 juni 2004 telde de gemeente 8550 inwoners.

## Oppervlakte gegevens
In 2002 bedroeg de totale oppervlakte van gemeente Rawa Mazowiecka 163,98 km², waarvan:
- agrarisch gebied: 78%
- bossen: 15%

De gemeente beslaat 25,36% van de totale oppervlakte van de powiat.

## Demografie
Stand op 30 juni 2004:
| Omschrijving                   | Totaal | Totaal | Vrouwen | Vrouwen | Mannen | Mannen |
| ------------------------------ | ------ | ------ | ------- | ------- | ------ | ------ |
| eenheid                        | aantal | %      | aantal  | %       | aantal | %      |
| inwoners                       | 8550   | 100    | 4311    | 50,4    | 4239   | 49,6   |
| bevolkingsdichtheid (inw./km²) | 52,1   | 52,1   | 26,3    | 26,3    | 25,9   | 25,9   |

In 2002 bedroeg het gemiddelde inkomen per inwoner 1098,42 zł.

## Administratieve plaatsen (sołectwo)
Boguszyce, Bogusławki Małe, Byszewice, Chrusty, Dziurdzioły, Garłów, Głuchówek, Jakubów, Janolin, Julianów, Kaleń, Kaliszki, Konopnica, Księża Wola, Kurzeszyn, Leopoldów, Linków, Lutkówka, Małgorzatów, Matyldów, Niwna, Nowa Wojska, Pasieka Wałowska, Podlas, Przewodowice, Pukinin, Rogówiec, Rossocha, Soszyce, Stara Wojska, Stare Byliny, Ścieki, Wałowice, Wilkowice, Wołucza, Zagórze, Zawady, Żydomice.

## Overige plaatsen
Bogusławki Duże, Boguszyce Małe, Gaj, Helenów, Huta Wałowska, Julianów Raducki, Kurzeszynek, Nowa Rossocha, Nowy Głuchówek, Nowy Kurzeszyn, Pokrzywna, Stara Rossocha, Stary Dwór, Świnice, Zarzecze, Zielone

## Aangrenzende gemeenten
Biała Rawska, Cielądz, Czerniewice, Głuchów, Nowy Kawęczyn, Rawa Mazowiecka, Regnów, Skierniewice, Żelechlinek